# Isahaya
Isahaya (Japans: 諫早市, Isahaya-shi) is een Japanse stad in de prefectuur Nagasaki. In 2014 telde de stad 138.508 inwoners. 

## Geschiedenis
Op 1 september 1940 werd Isahaya benoemd tot stad (shi). In 2005 werden de gemeenten Tarami (多良見町), Moriyama (森山町), Iimori (飯盛町), Takaki (高来町) en Konagai (小長井町) toegevoegd aan de stad.

## Partnersteden
- Athens, Verenigde Staten
- Zhangzhou, China

Steden:
Goto · Hirado · Iki · Isahaya · Matsuura · Minamishimabara · Nagasaki (hoofdstad) · Omura · Saikai · Sasebo · Shimabara · Tsushima · Unzen

Districten:
Nishisonogi · Kitamatsuura · Minamimatsura · Higashisonogi

Gemeenten per district